# 陳九一
陳九一（1597年—？），號姒疇，南直隸安慶府懷寧縣人，明朝政治人物。

## 生平
萬曆四十三年（1615年）乙卯科應天鄉試舉人，崇禎四年（1631年）中式辛未科會試第三百四十七名，三甲第四十六名進士。吏部觀政，授南充縣知縣，八年（1635年）調昌化縣知縣，十二年（1639年）調烏程縣知縣，十三年（1640年）升戶部四川司主事。

## 家族
曾祖陳檄；祖父陳澤；父陳堂。